# Albert Austin (Schauspieler)

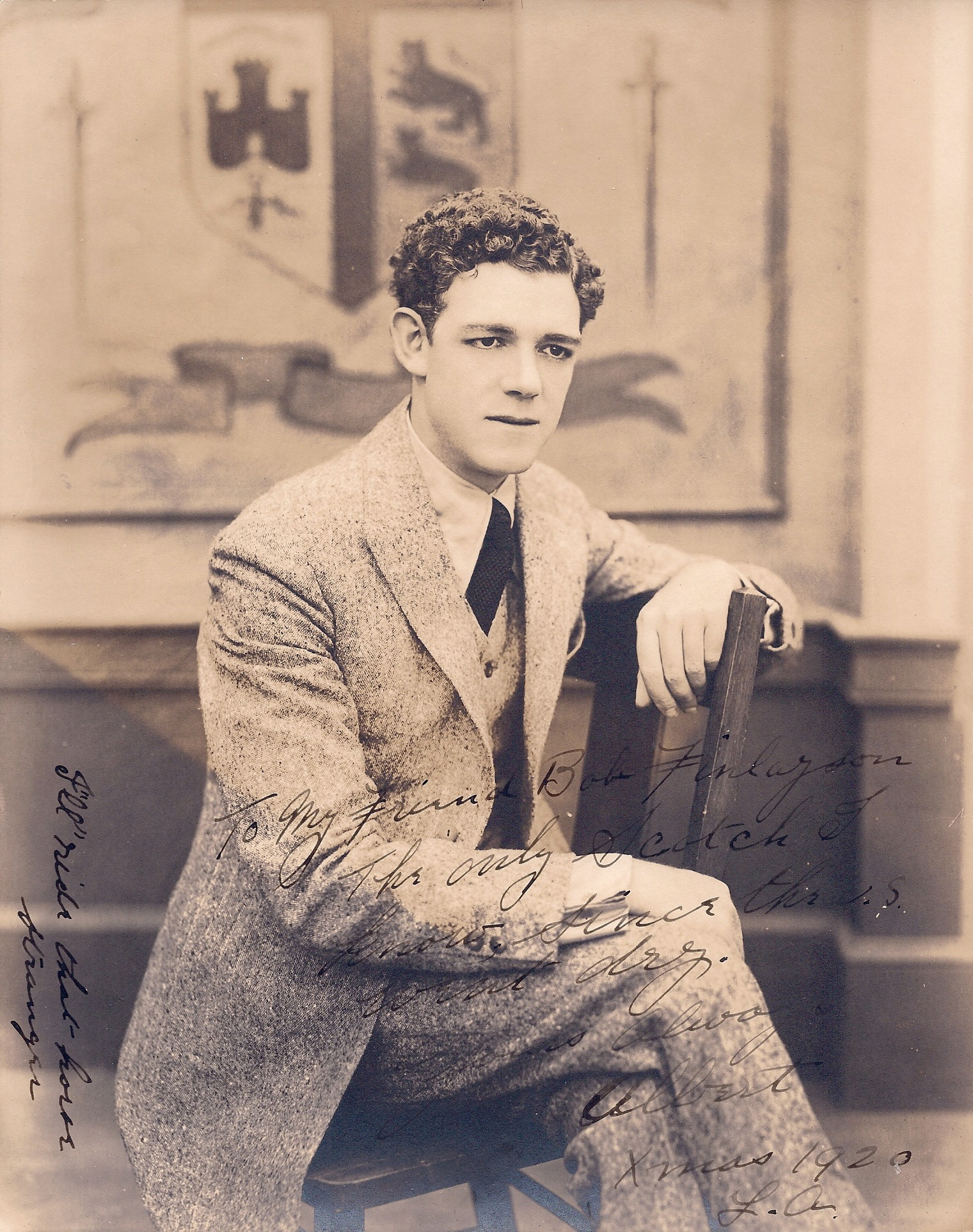
Albert Austin (1920)

Albert Austin (* 13. Dezember 1882 in Birmingham, England; † 17. August 1953 in North Hollywood, Kalifornien) war ein britisch-amerikanischer Schauspieler, Stummfilmregisseur, Drehbuchautor und Komiker. Bekanntheit erlangte er insbesondere durch seine Auftritte in vielen Filmen mit Charlie Chaplin.

## Leben
Albert Austin wurde im englischen Birmingham geboren, sein Bruder William Austin arbeitete ebenfalls später als Schauspieler. Die Familie war wohlhabend und der Vater besaß eine Zuckerplantage in Britisch-Guayana, wo sie auch zeitweise lebten. Nachdem Austin seine Karriere als Schauspieler und Komiker beim Varieté begonnen hatte, zog er 1910 zusammen mit Fred Karnos Schauspieltruppe in die Vereinigten Staaten. Zu dieser Schauspieltruppe gehörte ebenfalls der damals noch unbekannte Charlie Chaplin. Als Chaplin berühmt geworden war, holte er sich 1916 seinen alten Kollegen Austin zu seinen Filmen. Austin spielte in den folgenden Jahren in zahlreichen Chaplin-Filmen als Nebendarsteller, häufig als leicht erregbarer oder biederer Gegenspieler zu Chaplins Tramp. Zu den Markenzeichen von Austins Figuren gehörte in vielen Filmen der übergroße Schnauzbart. Zusätzlich unterstützte er Chaplin als Regieassistent sowie als Gagwriter. 

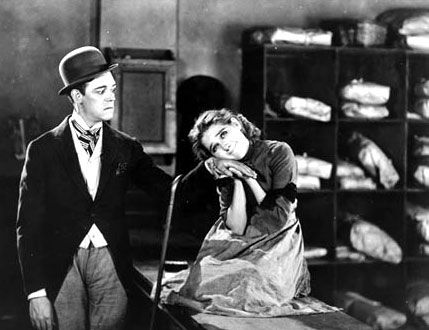
Albert Austin und Mary Pickford in Suds (1920)

Außerhalb von Chaplin-Produktionen drehte Austin nur wenige Filme als Schauspieler, darunter am bekanntesten wohl sein Auftritt – ohne Schnauzbart – als männlicher Hauptdarsteller neben Mary Pickford im Film Suds aus dem Jahre 1920. In den 1920er-Jahren zog sich Austin zunehmend aus dem Schauspielgeschäft zurück, in den Langfilmen von Chaplin bis Lichter der Großstadt (1931) hatte er jedoch weiterhin Kurzauftritte. Stattdessen wirkte Austin als Regisseur an rund 20 Filmen sowie als Drehbuchautor an rund zehn Filmen. 
Allerdings ließ Austins Erfolg mit Beginn des Tonfilmes Ende der 1920er-Jahre nach und er zog sich schließlich völlig aus dem Filmgeschäft zurück, blieb diesem jedoch weiterhin verbunden: in späteren Jahren arbeitete er als Wachmann auf dem Studiogelände von Warner Brothers. Er starb 1953 im Alter von 70 Jahren.

## Filmografie
- 1916: Der Ladenaufseher (The Floorwalker)
- 1916: Der Feuerwehrmann (The Fireman)
- 1916: Der Vagabund (The Vagabond)
- 1916: Ein Uhr nachts (One A.M)
- 1916: Der Graf (The Count)
- 1916: Das Pfandhaus (The Pawnshop)
- 1916: Hinter der Leinwand (Behind the Screen)
- 1916: Die Rollschuhbahn (The Rink)
- 1917: Leichte Straße (Easy Street)
- 1917: Die Kur (The Cure)
- 1917: Der Einwanderer (The Immigrant)
- 1917: Der Abenteurer (The Adventurer)
- 1918: Wie man Filme macht (How to Make Movies)
- 1918: Ein Hundeleben (A Dog's Life)
- 1918: Triple Trouble
- 1918: Die Anleihe (The Bond)
- 1918: Gewehr über (Shoulder Arms)
- 1919: Auf der Sonnenseite (Sunnyside)
- 1919: The Professor
- 1920: Suds
- 1921: Der Vagabund und das Kind (The Kid)
- 1922: Zahltag (Pay Day)
- 1923: A Prince of a King
- 1925: Goldrausch (The Gold Rush)
- 1928: Der Zirkus (The Circus)
- 1931: Lichter der Großstadt (City Lights)

## Wikipedia
- Albert Austin bei IMDb